# Joachim Nielsen
Joachim Nielsen, noto anche come Jokke Nielsen e JEPS (Jokke's Eget PlateSelskap) (8 settembre 1964 – 17 ottobre 2000), è stato un musicista e paroliere norvegese, celebre come leader del gruppo musicale norvegese Jokke & Valentinerne, è considerato uno dei più famosi compositori norvegesi.

## Biografia
Joachim Nielsen era fratello del fumettista Christopher Nielsen e figlio dell'artista John David Nielsen.
Durante la metà degli anni novanta Jokke divenne dipendente dall'eroina entrando e uscendo dalle cliniche di riabilitazione. All'inizio del decennio successivo molti dei suoi amici più stretti erano fermamente convinti nell'affermare che Jokke avesse superato la sua dipendenza. Nonostante ciò morì improvvisamente di overdose nell'ottobre del 2000 all'età di 36 anni.

## Stile
I testi delle canzoni fanno spesso riferimento all'alcol e Jokke aveva la reputazione di essere spesso ubriaco quando si esibiva. Nel 1992 fu al centro di uno scandalo quando ricevette il premio Spellemannprisen (l'equivalente norvegese dei Grammy awards) visibilmente ubriaco e/o sotto sostanze stupefacenti.
Tutti i suoi testi, incluso il più suonato e orecchiabile Øl ("Birra"), hanno un tono basso che descrive in maniera penetrante lo stile di vita sotto effetto di droghe, alcol e un generale stato di ansia verso la società e le persone a lui vicine. I testi di Nielsen sono strettamente connessi all'autore americano Charles Bukowski nel descrivere una società sfavorita, disadattata e antieroica.
I testi di Nielsen mostrano una forte vicinanza alle persone che sono in qualche modo state segnate da eventi traumatici e sensibili alle differenze di classe. Altre due forti influenze nella produzione di Nielsen sono il poeta norvegese Rudolf Nielsen e il musicista Alf Prøysen sia da un punto di vista poetico che musicale.

## Citazioni e omaggi

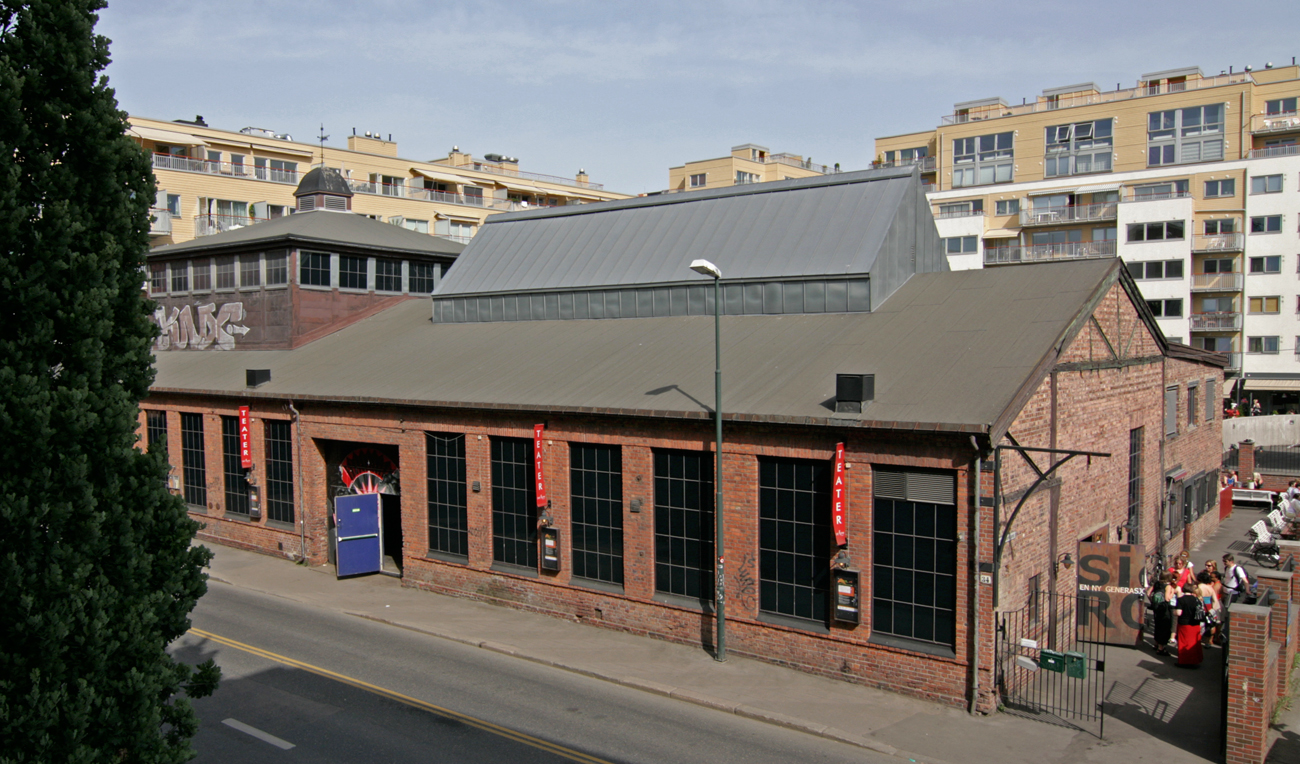
La Joachim Nielsens Gang

- Nel 2005, è stato pubblicato un album tributo intitolato Det beste til meg og mine venner (il meglio per me e i miei amici) nel quale sono presenti le cover dei pezzi più celebri di Jokke interpretati da artisti norvegesi.
- Quello stesso anno (durante il periodo natalizio) venne pubblicato un singolo contenente tre brani inediti intitolato Tomgang.
- Nel novembre del 2005 arrivò una proposta nella "old town" of Oslo di dare il nome a una strada nella nuova zona di Oslo (Bjørvika) in memoria di Nielsen. A dicembre di quell'anno la proposta fu respinta. Il comitato si accordò per un'altra strada a Oslo a Grønland. La decisione venne firmata nel settembre del 2006, questa strada oggi è chiamata "Joachim Nielsens gang" ("Navata di Joachim Nielsen"). Si colloca precisamente tra un bar e un teatro. Venne proposto anche di erigere una statua in suo onore, ma la famiglia non diede il permesso.

## Discografia parziale

### Discografia con Jokke & Valentinerne

#### Album
- Alt kan repareres (1986)
- Et hundeliv (1987)
- III (1990)
- Frelst (1991)
- Alt kan repeteres (1994)

#### Singoli
- To fulle menn (1987)
- Gnukk (1991)
- Ta meg med (1994)

#### Raccolte
- Spenn! (1995)
- Prisen for popen (2002)
- Levende (Så Lenge Det Varer) (2009)

### Discografia solista

#### Album
- Nykter (1996)

### Discografia con Jokke med Tourettes

#### Album
- Trygge Oslo (1997)
- Billig Lykke (1999)
- Tomgang (2005)